# Cantone di Harnes
Il Cantone di Harnes è una divisione amministrativa dell'arrondissement di Lens e dell'arrondissement di Arras.
A seguito della riforma approvata con decreto del 24 febbraio 2014, che ha avuto attuazione dopo le elezioni dipartimentali del 2015, è passato da 3 a 6 comuni.

## Composizione
I 3 comuni facenti parte prima della riforma del 2014 erano:
- Estevelles
- Harnes
- Pont-à-Vendin

Dal 2015 i comuni appartenenti al cantone sono i seguenti 6:
- Billy-Montigny
- Bois-Bernard
- Fouquières-lès-Lens
- Harnes
- Noyelles-sous-Lens
- Rouvroy